# Renah Pelaan
Renah Pelaan is een bestuurslaag in het regentschap Merangin van de provincie Jambi, Indonesië. Renah Pelaan telt 468 inwoners (volkstelling 2010).